# Поляков Дмитро Миколайович
Дмитро Миколайович Поляков (нар.. 19 січня 1968, Київ, Українська РСР) — радянський і український тенісист і тенісний тренер, майстер спорту СРСР міжнародного класу. Чемпіон СРСР з тенісу (1989 рік — змішаний парний розряд, 1990 рік — чоловічий одиночний розряд) і переможець Відкритого чемпіонату Югославії 1991 року.

## Біографія
Дмитро Поляков народився 1968 року в Києві. У 1987 році переїхав до Харкова, де став студентом філологічного факультету Харківського державного університету.

## Ігрова кар'єра
Дмитро Поляков вперше виступив у професійному тенісному турнірі в 1986 році, коли провів один матч у «челленджері» в Дортмунді. Регулярне участь у турнірах цього рівня він розпочав у 1989 році, перемігши в липні у Фюрті (ФРН) як в одиночному, так і в парному розряді (з Володимиром Габрічідзе). У цьому році він також став чемпіоном СРСР у міксті, де його партнеркою була Наталія Медведєва, а у фіналі чоловічого парного розряду поступився в парі з ужгородцем Йосипом Крочко. Наступного року він став чемпіоном СРСР у чоловічому одиночному розряді, перегравши у фіналі в чотирьох сетах Андрія Ольховського.
У травні 1990 року він був запрошений до збірної СРСР на матч Кубка Девіса з португальцями і приніс команді очко в парній грі разом з Андрієм Чесноковим. Потім на Вімблдонському турнірі Поляков успішно подолав кваліфікаційний відбір і в першому колі основного змагання вів 2-1 по сетах у екс-чемпіона Пета Кешу, проте досвід австралійського тенісиста допоміг тому в підсумку виграти цей матч.
Пік професійної кар'єри Дмитра Полякова припав на 1991 рік, коли в травні і на початку червня він тричі виходив до фіналу професійних турнірів. Спочатку він став переможцем Відкритого чемпіонату Югославії, що входить до календаря АТР-туру, перегравши послідовно трьох суперників з першої сотні рейтингу, включаючи 54-ту ракетку світу Франсиско Клавета у чвертьфіналі та 66-у ракетку світу Хав'єра Санчеса у фіналі. Після цього він виграв «челленджер» у Білефельді (Німеччина) і вийшов до фіналу у Фюрті, але там змушений був припинити боротьбу в середині другого сету.
Після цих досягнень він увійшов до числа ста кращих тенісистів світу згідно рейтингу АТР. У липні він вийшов до парного фіналу ще одного турніру АТР, Відкритого чемпіонату Австрії, де його партнером був перуанець Пабло Аррайя.
Після розпаду Радянського Союзу Поляков виступав у Кубку Девіса за збірну України, захищаючи кольори національного прапора з 1993 по 1998 роки. Передбачалося, що після закінчення навчання він присвятить себе професійному тенісу, але кар'єру тенісиста у нього не склалася: свої останні «челенджери» він виграв у 1993 році, хоча і продовжував виступати до 1999 року. Одним з найкращих результатів за кар'єру став для нього в ці роки вихід до півфіналу Кубка Кремля 1993 року після перемог над трьома суперниками з першої сотні рейтингу, в тому числі над 26-ю ракеткою світу Амосом Мансдорфом. Свої останні матчі в професійних турнірах він провів в серпні 1999 року, коли тричі поспіль програв у першому колі українських «ф'ючерсів».

## Подальша кар'єра
Після закінчення активної кар'єри Поляков працює як професійний тренер і спортивний менеджер. У 2009 році він відкрив тенісну школу в Станишівці Житомирської області. Він також співпрацює з порталом HotSport.ua як тенісний експерт.

## Участь у фіналах турнірів АТР і ATP Challenger за кар'єру (2+13)
| Легенда             |
| ------------------- |
| ATP World (2)       |
| ATP Challenger (13) |

### Одиночний розряд (1+5)

#### Перемоги (1+4)
| №  | Дата           | Турнір                     | Покриття | Суперник у фіналі | Рахунок у фіналі |
| -- | -------------- | -------------------------- | -------- | ----------------- | ---------------- |
| 1. | 17 липня 1989  | Фюрт, ФРН                  | Ґрунт    | Федеріко Мордеган | 6-2, 6-1         |
| 2. | 9 лип 1990     | Ной-Ульм, ФРН              | Ґрунт    | Барт Вейтс        | 3-6, 7-5, 6-3    |
| 3. | 13 травня 1991 | Умаг, СФРЮ                 | Ґрунт    | Хав'єр Санчес     | 6-4, 6-4         |
| 4. | 27 травня 1991 | Білефельд, Німеччина       | Ґрунт    | Ларс Козловські   | 6-4, 6-1         |
| 5. | 17 травня 1993 | Брук-ан-дер-Лайту, Австрія | Ґрунт    | Симон Тузіл       | 6-4, 6-1         |

#### Поразка (0+1)
| №  | Дата        | Турнір          | Покриття | Суперник у фіналі     | Рахунок у фіналі |
| -- | ----------- | --------------- | -------- | --------------------- | ---------------- |
| 1. | 3 черв 1991 | Фюрт, Німеччина | Ґрунт    | Маркос Ауреліо Горріс | 2-6, 0-3 відмова |

### Парний розряд (1+8)

#### Перемоги (0+5)
| №  | Дата           | Турнір             | Покриття | Партнер              | Суперники у фіналі                  | Рахунок у фіналі |
| -- | -------------- | ------------------ | -------- | -------------------- | ----------------------------------- | ---------------- |
| 1. | 17 липня 1989  | Фюрт, ФРН          | Ґрунт    | Володимир Габрічідзе | Крістіано Каратті Федеріко Мордеган | 6-4, 6-7, 6-4    |
| 2. | 6 сер 1990     | Кнокке, Бельгія    | Ґрунт    | Андрій Ольховський   | Ксав'є Дофрен Денис Лангаскенс      | 6-4, 4-6, 6-3    |
| 3. | 27 серпня 1990 | Верона, Італія     | Ґрунт    | Слава Доседел        | Менно Остінг Якко Елтінг            | 6-0, 6-7, 6-4    |
| 4. | 15 квітня 1991 | Опорто, Португалія | Ґрунт    | Томаш Анзарі         | Марк Куверманс Паул Хархейс         | 3-6, 6-3, 6-4    |
| 5. | 5 лип 1993     | Айзенах, Німеччина | Ґрунт    | Крістер Аллгард      | Володимир Габрічідзе Андрій Меринов | 6-7, 6-4, 6-4    |

#### Поразки (1+3)
| №  | Дата           | Турнір                    | Покриття | Партнер              | Суперники у фіналі               | Рахунок у фіналі |
| -- | -------------- | ------------------------- | -------- | -------------------- | -------------------------------- | ---------------- |
| 1. | 26 лис 1990    | Мюнхен, Німеччина         | Килим    | Слободан Воїнович    | Йенс Верман Маркус Цекке         | 4-6, 3-6         |
| 2. | 29 лип 1991    | Кіцбюель, Австрія         | Ґрунт    | Пабло Аррайя         | Томас Карбонель Франсіско Ройг   | 7-6, 2-6, 4-6    |
| 3. | 5 окт 1992     | Реджо-ді-Калабрія, Італія | Килим    | Жуан Кунья е Сілва   | Томаш Анзари Брент Хайгарт       | 4-6, 6-7         |
| 4. | 15 лютого 1993 | Емден, Німеччина          | Килим    | Володимир Габрічідзе | Мартін Лорендо Мікаель Мортенсен | 6-3, 4-6, 2-6    |